# Helvidia scabricula
Helvidia scabricula är en spindelart som beskrevs av Tord Tamerlan Teodor Thorell 1890. Helvidia scabricula ingår i släktet Helvidia och familjen klotspindlar. Inga underarter finns listade i Catalogue of Life.